# Oolity

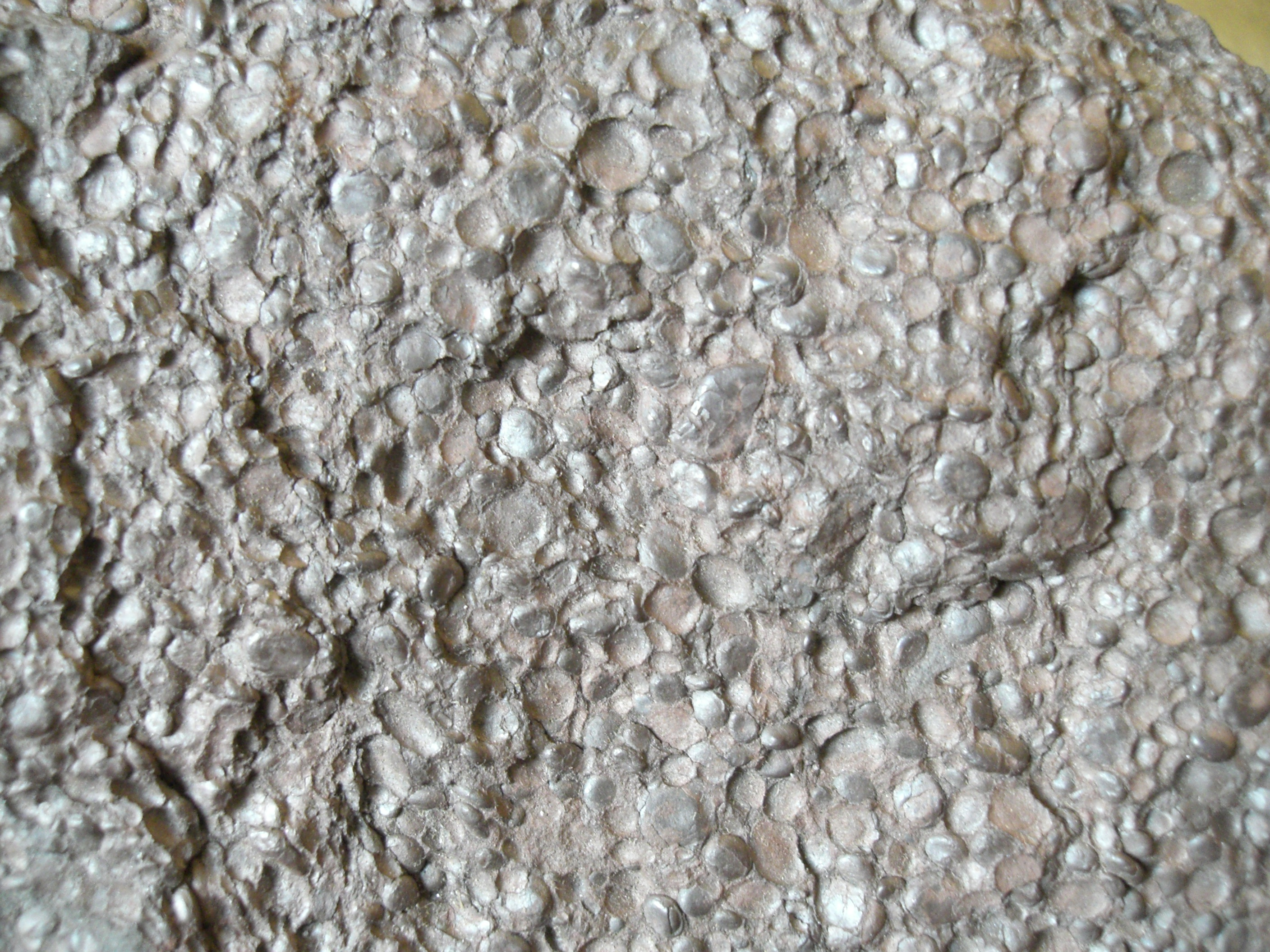
oolit żelazisty

Oolity (oolityty, ikrowce) – skały osadowe zbudowane w przeważającej większości z ooidów. Tworzą się w płytkich morzach w strefie przybrzeżnej.

## Rodzaje oolitów
- krzemionkowy – skała osadowa składająca się z ooidów krzemionkowych (rdzeń z kwarcu otoczony koncentrycznymi warstewkami krzemionki), spojonych drobnoziarnistym kwarcem lub chalcedonem.
- turyngitowy – osadowa skała żelazista, leptochlorytowa o strukturze oolitowej, występująca w Turyngii, w Górach Fichtel, w USA – Michigan.
- wapienny (wapień oolitowy) – skała osadowa pochodzenia chemicznego zbudowana z ooidów scementowanych spoiwem kalcytowym. Współcześnie powstające oolity wapienne są zbudowane z aragonitu. Kryształki aragonitu układają się koncentrycznie dookoła jądra, którym bywa ziarenko kwarcu, okruch wapienia lub inne.
- żelazisty, ikrowiec żelazisty – skała osadowa pochodzenia chemicznego zbudowana z drobnych, koncentrycznie skorupowych kuleczek limonitu, hematytu, szamozytu, zawartych w masie wapiennej, marglistej, piaszczystej, ilastej. Są rozpowszechnione w złożach osadowych rud żelaza całego świata. Skupienia oolitów szamozytowych, stanowią rudę żelaza.

Oolity występują w Lotaryngii, Luksemburgu, Francji, Wielkiej Brytanii.
W Polsce środkowojurajskie żelaziste rudy oolitowe występują w Parczowie koło Opoczna. Środkowojurajskie oolity żelaziste znane są również z rejonu Częstochowy (oolit częstochowski) oraz z regionu podkrakowskiego (oolit baliński i oolit krakowski). Wapienie oolitowe są natomiast dość powszechnym osadem kimerydu otoczenia Gór Świętokrzyskich.